# Acropyga pachycera
Acropyga pachycera é uma espécie de formiga do gênero Acropyga, pertencente à subfamília Formicinae.